# Dysoniini
Dysoniini – plemię owadów prostoskrzydłych z rodziny pasikonikowatych i podrodziny długoskrzydlakowych. Rodzajem typowym jest Dysonia.

## Zasięg występowania
Przedstawiciele tego plemienia występują w Ameryce Południowej oraz Środkowej. 

## Systematyka
Do Dysoniini zaliczane są 83 gatunki zgrupowane w 16 rodzajach:
- Podplemię: Dysoniina Rehn, 1950
  - Nadrodzaj: Dysoniae Rehn, 1950
    - Dysonia
    - Lichenodentix
    - Lichenomorphus

  - Nadrodzaj: Paraphidniae Cadena-Castañeda, 2016
    - Anaphidna
    - Paraphidnia

  - Bez nadrodzaju:
    - Alexanderellus
    - Dissonulichen
    - Quiva
    - Yungasacris
- Podplemię: Hammatoferina Cadena-Castañeda, 2022
  -     - Hammatofera
- Podplemię: Markiina Cadena-Castañeda, 2022
  -     - Apolinaria
    - Lichenodraculus
    - Machima
    - Machimoides
    - Markia
    - Nebulodraculus